# Jeziorko (województwo wielkopolskie)
Jeziorko – wieś w Polsce położona w województwie wielkopolskim, w powiecie tureckim, w gminie Przykona. Miejscowość wchodzi w skład sołectwa Psary.
W latach 1975–1998 miejscowość należała administracyjnie do województwa konińskiego.